# مروان العباسي
مروان العباسي ولد في 20 يوليو 1959 في تونس العاصمة، هو خبير اقتصادي تونسي، محافظ البنك المركزي التونسي منذ فبراير 2018.

## السيرة الذاتية

### الدراسات
تحصل مروان العباسي على الأستاذية في الاقتصاد والتخطيط من كلية العلوم الاقتصادية والتصرف بتونس، قبل أن يتحصل الماجستير في الرياضيات الاقتصادية والاقتصاد المتري من جامعة بانتيون أساس والماجستير في الاقتصاد الزراعي من المعهد الوطني للبحوث الزراعية (جامعة باريس 1 - بانتيون سوربون). وأخيرا تحصل على الدكتوراه في العلوم الاقتصادية من جامعة باريس 1 - بانتيون سوربون.

### المسيرة المهنية
في 1997، عين مستشارا في المعهد العربي لرؤساء المؤسسات، ثم خبير بالمعهد التونسي للدراسات الاستراتيجية، ومستشارا اقتصاديا لوزير التجارة والسياحة والصناعات التقليدية مكلف بشؤون تنسيق مشاريع تنمية الصادرات التي يمولها البنك الدولي. عمل كأستاذا زائر في المعهد الكاثوليكي للدراسات التجارية العليا في بروكسل (1993) وجامعة رينسيلار بوليتيكنيك في نيويورك (2005) وجامعة تسوكوبا في اليابان (2009). 

بين 1990 و2008 عمل كأستاذ اقتصاد في معهد الدراسات التجارية العليا بقرطاج.
التحق في يناير 2008 بمجموعة البنك الدولي كخبير اقتصادي أول ومنسق قُطْري للبرامج في ليبيا، قبل أن يعين في سنة 2010 ممثلا للبنك الدولي في ليبيا وفي 2012 مديرا لمكتبه في هذا البلد.

### محافظ البنك المركزي التونسي
في 7 فبراير 2018، قرر رئيس الحكومة يوسف الشاهد تعيينه في منصب محافظ البنك المركزي التونسي خلفا للشاذلي العياري. في 15 فبراير، منحه مجلس نواب الشعب الثقة بموافقة 134 نائب واحتفاظ 5 نواب واعتراض 18 نائبا من جملة 217 نائبا. أدى اليمين الدستورية من الغد في 16 فبراير أمام رئيس الجمهورية الباجي قائد السبسي.

## الحياة الشخصية
مروان العباسي متزوج وأب لطفلين.